# فرانك رايت
فرانك رايت (بالإنجليزية: Frank Wright)‏ (1 يناير 1898 ببرمنغهام في المملكة المتحدة - ) هو لاعب كرة قدم بريطاني (وحمل سابقاً جنسية المملكة المتحدة لبريطانيا العظمى وأيرلندا) في مركز الهجوم. لعب مع نادي ساوثهامبتون.